# 의혹의 그림자

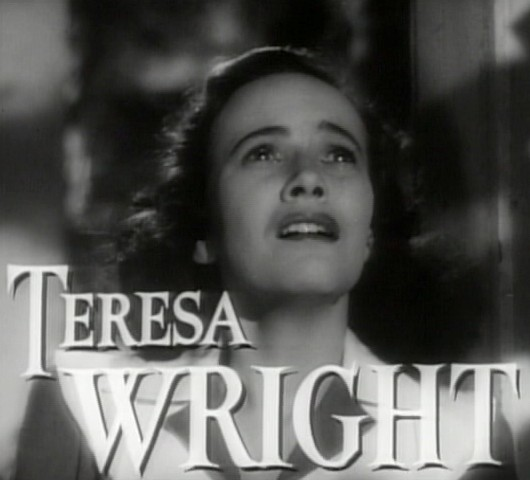

《의혹의 그림자》(Shadow of a Doubt, 1943년)는 감독 앨프리드 히치콕, 주연 조셉 코튼(Joseph Cotten), 테레사 라이트(Teresa Wright)의 미국 영화이다. 흑백·스탠더드 영화로 1943년에 제작되었다.

## 내용
캘리포니아의 샌타로자 거리에서 가족들과 함께 평범하지만 단조로운 일상을 보내고 있는 찰리(테레사 라이트)의 집에 외삼촌(조셉 코튼)이 머무른다. 찰리와 같은 이름의 이 삼촌은 유능한 사업가로서 지루한 찰리의 생활에 단번에 활력소가 된다. 삼촌이 온 지 얼마 되지 않아 평범한 미국 가정을 취재하고 싶다며 기자와 카메라맨이 찾아온다. 그 중 한 청년은 찰리에게 자신이 탐정 잭 그레이엄이라는 사실을 밝히고, 찰리의 삼촌이 자신들이 쫓고 있는 연쇄살인범일지도 모른다는 사실을 귀띔해 준다. 사실 그는 살인귀(殺人鬼)로서 쫓기다가 찰리의 집에 몸을 피하고 있었던 것이다. 찰리는 처음에는 그 말을 믿지 않지만 점차 삼촌의 행동이 어딘가 수상하다는 것을 깨닫게 된다. 찰리는 삼촌이 자신에게 준 값비싼 반지의 안쪽에 새겨진 이니셜을 보고 삼촌이 정말로 살인자임을 확신한다. 조카에게 자신의 정체를 들켰다는 것을 눈치챈 삼촌은 찰리에게 비밀을 지켜줄 것을 요청하고, 찰리는 어머니를 비롯한 가족들에게 충격을 주고 평화로운 가정을 파괴하고 싶지 않아 입을 다문다. 그러던 중 또다른 용의자가 도주중에 죽고 잭은 찰리에게 사랑을 고백하고 마을을 떠난다. 혼자 남은 찰리는 우연이라고는 생각되지 않는 생명의 위협을 몇 번이나 겪으면서 공포에 떤다. 찰리의 집을 떠나 샌프란시스코로 가겠다는 삼촌을 가족들은 아쉬움 속에 배웅하고, 찰리를 죽일 기회만 엿보던 삼촌은 열차가 출발하는 순간 찰리를 떠밀려고 하지만 오히려 자기가 떨어져서 죽는다. 그의 죄는 밝혀지지 않은 채 장례식이 치러지고 마을에 돌아온 잭과 찰리는 삼촌의 일을 영원히 비밀에 부치기로 한다.

## 캐스팅
- 테레사 라이트 : 찰리 뉴튼 역
- 조셉 코튼 : 찰리 오클리(삼촌) 역
- 맥도널드 켈리 : 잭 그레이엄 역
- 헨리 트레버스 : 조셉 뉴튼 역
- 패트리시아 콜린지 : 엠마 뉴튼 역

## 감상
히치콕에게는 많은 우수한 서스펜스 드라마가 있는데, 예술적인 완성도(完成度) 측면에서 꼽는다면 이 작품을 첫째로 택할 수 있겠다. 숙부의 활동은 빌 가(街)에서 추적(追跡)의 눈을 어둡게 하는 조감촬영(鳥敢撮影)으로 시작되고, 무대는 실재(實在)의 거리 샌타로자가 된다. 로케이션에 의한 무드 양성(釀成)이 훌륭하다. 히치콕은 지극히 평범한 일상생활 속에서 서스펜스의 테크닉을 빈틈가 없을 정도로 집어넣었고, 계단이나 도어를 사용한 득의(得意)의 쇼크 연출도 섞어 넣어서 점진적으로 공포를 강화시키고, 열차라는 클라이맥스에 이른다. 서스펜스 드라마 내지 스릴러의 장르에서 가장 긴밀한 구성과 연출을 가진 작품이다.